# Lurline

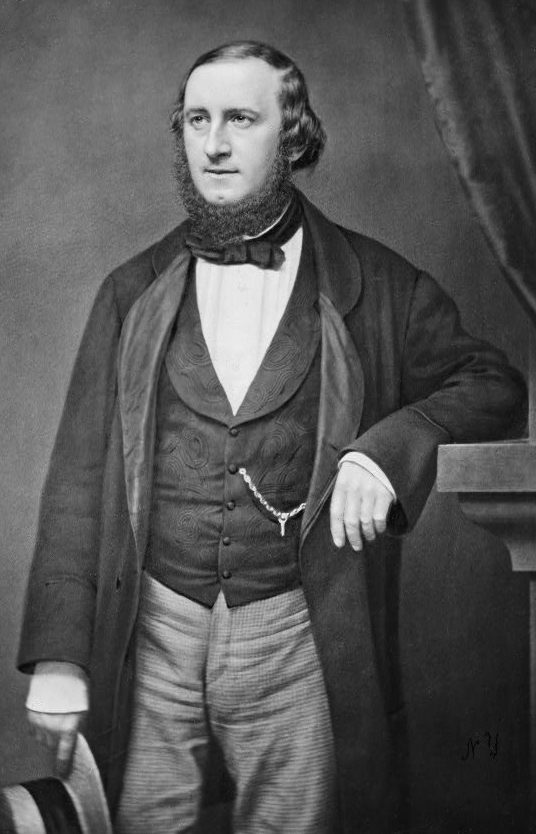
William Vincent Wallace

Lurline är en stor romantisk opera i tre akter med musik av William Vincent Wallace och libretto av Edward Fitzball. Den hade premiär den 23 februari 1860 på Covent Garden i London med Louisa Pyne i titelrollen. Librettot bygger på legenden om Lorelei.

## Historia och uppförandehistorik
Wallace kan ha fått idén till Lurlline under en resa på floden Rhen och påbörjade arbetet med musiken medan han befann sig i Wien 1847 för att övervara uppsättningen av sin opera Maritana. Operan skulle ha haft premiär säsongen 1847/48 på Covent Garden men projektet lades på is och operan förelåg ofullbordad vid tillfället. Wallace återvände inte till operan förrän 1854 då tillfället om en uppsättning i Berlin dök upp, men även den gången blev det inget och verket låg ouppfört ända till 1859 då han ytterligare omarbetade musiken till den stundande premiären på Covent Garden.
Lurline fick sin premiär den 23 februari 1860 på Covent Garden dirigerad av Alfred Mellon. Den blev en framstående framgång hos både publik och kritiker. The Illustrated London News skrev den 3 mars 1860 wrote "detta stycke är inte endast kompositörens mästerverk utan kan även jämföras med dagens bästa musik från Tyskland, Italien och Frankrike", även om tidningen noterade att "historiens enkelhet och vilda skräck har totalt gått förlorat bland de melodramatiska absurditeterna." "The Pyne and Harrison English Opera Company", som satte upp operan till premiären, hade operan stående på repertoaren under de kommande säsongerna. Operan hade därefter premiär i Dublin den 30 april 1861 och i Sydney 1862.
Lurline framfördes i ett konsertant framförande i Cambridge, Massachusetts den 1 juni 1863 och fick sin första amerikanska scenföreställning i New York den 13 maj 1869 på Academy of Music, följd av en uppsättning i Chicago den 14 oktober 1870. Operan hade nypremiär i New York 1898 då den under en kort tid spelades på American Theatre. Lurline spelades på turnéer i Storbritannien under 1880- och 1890-talet av Carl Rosa Opera Company och Moody-Manners-company. Det förekom också en nypremiär på Londons Drury Lane den 12 april 1890. Men under 1900-talet föll operan i glömska.
Varken Wallace, som avled 1865, eller hans änka tjänade något på Lurline. 1858, två år före premiären, sålde Wallace de engelska rättigheterna till operan till "Pyne and Harrison company" för 10 shillings som han sedan lämnade till en snickaränka på Covent Garden. Det uppskattas att Pyne and Harrison's company tjänade åtminstone £50,000 från de första uppsättningarna av operan.
Efter premiären publicerades tolv av ariorna och duetterna från Lurline som underhållningsmusik i The Vocal Gems of William Vincent Wallace's Grand Romantic Opera Lurline. Flera kompositörer skrev fantasior utifrån musiken, däribland René Favarger och Wilhelm Kuhe. Musiken till Lurline blev också populär i två dansarrangemang av Charles d'Albert – Kadrilj: Sail! Sail! on the midnight gale, och The Lurline Polka.

## Personer
| Roller                         | Röstläge    | Premiärbesättning 23 februari 1860 Dirigent: Alfred Mellon |
| ------------------------------ | ----------- | ---------------------------------------------------------- |
| Lurline, en Rhennymf           | Sopran      | Louisa Pyne                                                |
| Greve Rudolph, en ung adelsman | Tenor       | William Harrison                                           |
| Wilhelm, Greve Rudolphs vän    |             | Charles Lyall                                              |
| Rhineberg, Flodkungen          | Baryton     | Charles Santley                                            |
| Baron Truenfels                |             | George Honey                                               |
| Ghiva, Baronens dotter         | Mezzosopran | Pilling                                                    |
| Zelieck, en gnom               | Bas         | Henry Corri                                                |
| Liba, en Rhenande              |             | Fanny Cruise                                               |
| Conrad                         |             | Friend                                                     |
| Adolphe                        |             | Mengis                                                     |

## Handling
Akt 1
I sin undervattensgrotta beklagar kung Rhineberg sin dotter Lurlines frånvaro och anklagar gnomerna för att de tillät den vackra vattennymfen att vandra omkring uppe på jorden. Lurline återvänder spelande på sin harpa och sjunger om sin kärlek till greve Rudolph som hon såg seglande på floden. Under tiden hoppas greve Rudolph, en extravagant ung man, att utöka sin förmögenhet genom att gifta sig med Ghiva, baron Truenfels dotter. Den unge greven är ovetande om att Ghiva och hennes far inte är rika och att de hoppas att bli det genom giftermålet med greven. När Ghiva kommer underfund med deras gemensamma fattigdom slår hon upp förlovningen. Greven återvänder till sitt forna liv av fest. Under en av hans fester uppenbarar sig Lurlinge och placerar en ring på hans finger. Rudolph blir omedelbart förälskad i henne. När hon ger sig av följer han efter henne till floden och ger sig ut i en båt för att få tag i henne. En stor storm rasar och kung Rhineberg och vattenandarna orsakar att båten försvinner ner i en vattenvirvel.
Akt 2
Den magiska ringen Lurline gav till Rudolph gör så att han kan överleva under vattnet. Han lever nu i Lurlines palats. Lurline och Rudolph sjunger om sin kärlek och lycka. Under tiden ångrar Ghiva att hon slog upp förlovningen och beklagar förlusten av Rudolph. Nere på flodbotten saknar Rudolph sina gamla vänner och sitt slott. Lurline ger honom tillåtelse att återvända under tre dagar och även ta med sig en del av vattnets rikedomar. 
Akt 3
När Rudolph återvänder tjusas Ghiva av hans nya rikedomar och bestämmer sig för att äkta honom. Hon stjäl den magiska ringen och kastar den i Rhen. Utan ringen återvänder Rudolph till sitt forna drönarliv, glömmer Lurline och sitt löfte att återvända till henne. Medan Lurline beklagar Rudolphs brutna löften planerar hans vänner att döda honom och plundra hans slott. När Lurlines tjänare finner ringen och ger den till henne beger hon sig till en fest som Rudolph håller på flodkanten. Hon anklagar honom för att ha lurat henne och än en gång tjusas han av henne. I desperation berättar Ghiva om vännernas förräderi och uppmanar honom att fly tillsammans med henne och baronen, men han vägrar. Lurline kallar på vattenandarna för att rädda hennes älskade. Floden stiger och dränker konspiratörerna. Rudolph bär ringen och underkommer med livet i behåll. När vattnet sjunker undan beger han sig ned på botten för att fortsätta sitt liv med Lurline.